# Keleti Baraj
A keleti Baraj több mint 40 millió köbméter víz tárolására alkalmas medence Kambodzsában, amely az egykori Khmer Birodalom fővárosát, Jasodharapurát – mai Angkort és a környező földeket látta el vízzel az év hat aszályos hónapjában.  A keleti baraj eredeti elnevezése Jasodhartataka volt, a mesterséges tavat építtető I. Jaszovarman (889-910) király neve után. A hatalmas, 7,5 kilométer hosszú és 1,8 kilométer széles kelet-nyugati tájolású víztározót nem ásással, hanem oldalainak feltöltésével, valamint a Sziemreap folyó elterelésével alakították ki 900-ban. Napjainkra a medence kiszáradt. Közepén áll a keleti Mebon.